# Erich Mühsam

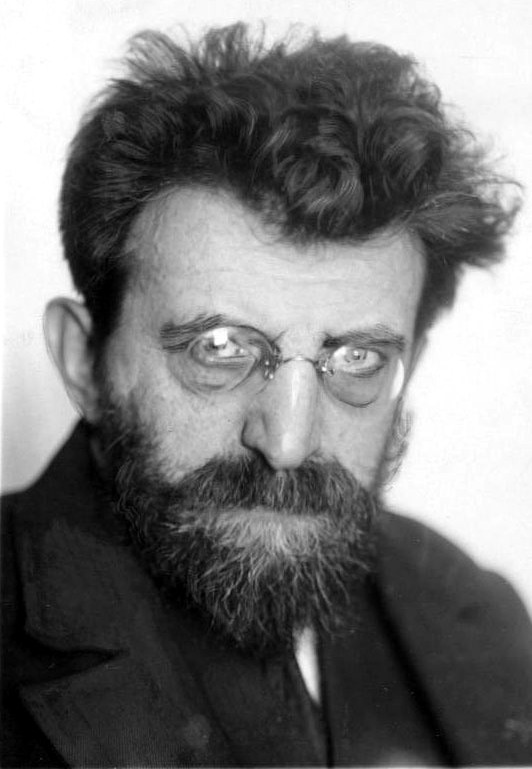
Erich Mühsam (circa 1928)

Erich Mühsam (Berlijn, 6 april 1878 - Oranienburg, 10 juli 1934) was een beeldbepalende anarchist en activist tegen het nationaalsocialisme. Hij was een van de leiders van de Beierse radenrepubliek in 1919.

## Biografie
Mühsam werd geboren in Berlijn. Hij was Joods en groeide op in het Noord-Duitse Lübeck. Hier werd hij in 1896 van school gestuurd vanwege 'socialistische bezigheden'. Hij zou aanvankelijk apotheker worden, in 1900 neemt hij deze werkzaamheden op. 
In 1902 werd hij redacteur van het anarchistische tijdschrift "Der arme Teufel" en in 1905 ook van de "Weckruf". In deze tijd, vanaf 1902, verkeerde hij ook in de Friedrichshagener Kreis, een zich in Berlijn verzamelende kring van voornamelijk naturalistische dichters. Hij sloot zich bovendien aan bij de Neue Gemeinschaft en knoopte vriendschap aan met Gustav Landauer. Tussen 1904 en 1908 trok hij met Johannes Nohl rond door Europa en leefde onder andere in Zürich, Ascona (Monte Verità), München, Wenen en Parijs. Vanaf 1909 leefde hij in München. Mühsam zag het leven van de antiburgerlijke bohemien als een anticipatie op het anarchisme.
In München richtte hij de groepering "Gruppe Tat" mee op, om te agiteren voor het anarchisme. Daarop werd Mühsam in 1910 gearresteerd op verdenking van samenzwering, waarvan hij echter werd vrijgesproken. Mühsam ondervond echter moeilijkheden door de boycot van de pers tegen hem en zijn werk. Hierop richtte Mühsam in 1911 het blad "Kain. Zeitschrift für Menschlichkeit" op, dat tot 1919 verscheen. Hij werd nu een centrale figuur in de Schwabinger Bohème en raakte bevriend met Heinrich Mann, Frank Wedekind, Lion Feuchtwanger en anderen. Zijn maatschappijkritiek uitte zich in die periode vooral in medewerking aan satirische tijdschriften (zoals Simplicissimus) en het plaatselijke cabaret. In 1915 werd Mühsam veroordeeld tot zes maanden gevangenisstraf wegens dienstweigering; hij probeerde een internationale vereniging van dienstweigeraars op te richten. Zijn toenmalige pacifistische opvattingen vertoonden veel overeenkomsten met die van Karl Liebknecht. In hetzelfde jaar, 1915, trad Erich Mühsam in het huwelijk met Kreszentia Elfinger, die onder de naam Zenzl Mühsam bekend zou worden. Zij kon de nalatenschap van haar man Erich voor verlies behoeden. Van 1916 tot 1918 was hij mede-organisator van diverse protesten en stakingen tegen de oorlog.
Na afloop van de Eerste Wereldoorlog, in het voorjaar van 1919, speelde Mühsam een leidende rol tijdens de omwentelingen in Beieren. Samen met Gustav Landauer en Ernst Toller had Mühsam op 7 april 1919 de (sinds begin 1919 reeds derde) radenrepubliek uitgeroepen; deze derde republiek wordt ook wel de republiek van de Schwabinger Literaten genoemd. Na het neerslaan van de Beierse radenrepubliek werd hij bestraft met vijftien jaar gevangenis. In 1924 verleende men hem amnestie en zette de rest van de straf om in een voorwaardelijke straf. Hij vertrok naar Berlijn en werd werkzaam bij het tijdschrift Fanal, waarin hij campagne voerde voor de vrijlating van de communist Max Hoelz. Hij verwierf het lidmaatschap van de KPD en zette zich in voor de Internationale Rode Hulp. Al in 1929 trad hij weer uit de KPD. De dag na de Rijksdagbrand werd hij opgepakt, zoals duizenden anderen, en naar het concentratiekamp Oranienburg afgevoerd. In 1934 werd hij daar door de nazi's vermoord. Het lichaam van Mühsam werd daarop op 15 juli 1934 overgebracht naar Berlijn-Dahlem, waar zijn graf zich bevindt.

## Nalatenschap
Kreszentia (Zenzl) Mühsam, zijn vrouw en strijdgenote, schreef een indringende, maar fragmentarische biografie getiteld "De lijdensweg van Erich Mühsam" (uitgegeven door de Stalinistische mantelorganisatie Internationale Rode Hulp). Zenzl vertrok nog op de dag van de begrafenis van Erich naar Tsjechoslowakije om een jaar later door te reizen naar de Sovjet-Unie. 
April 1936 werd zij voor het eerst opgepakt en een half jaar later weer vrijgelaten. Vrijwel niemand wilde meer met haar te maken hebben en in 1939 werd ze wederom opgepakt om tot 1953 in strafkampen en interne ballingschap te verkeren. Na Stalins dood keerde ze terug naar de DDR, waar ze in 1962 stierf.
Sinds 1989 bestaat in Lübeck de Erich Mühsam Gesellschaft, die zich bezighoudt met de uitgave van Mühsams werk en de betekenis daarvan voor wetenschap, politiek en samenleving.

## Citaat
«Die Massen, die heute hinter dem Hakenkreuz herlaufen und johlen, drohen und zu Taten drängen, sind durchaus keine anderen als die, die damals hinter der roten Fahne marschierten, johlten, drohten und zu entscheidenden Taten drängten, ja, sie bestehen zweifellos aus denselben Personen, die, ohne viel zu kritisieren, die Verhältnisse unerträglich finden und die Schuld daran denen zuweisen, die von den gerade modernsten Parolegebern als Schuldige angegeben werden.»
E. Mühsam, Gevangenisdagboek 28 augustus 1922

## Werk

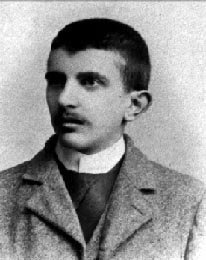
Erich Mühsam (circa 1894)

- 1903 - Die Homosexualität. Ein Beitrag zur Sittengeschichte unserer Zeit (essay)
- 1903 - Die Eigenen (roman)
- 1904 - Die Wüste (gedichten)
- 1906 - Die Hochstapler (drama)
- 1909 - Der Krater (gedichten)
- 1914 - Wüste-Krater-Wolken (gedichten)
- 1914 - Die Freivermählten (drama)
- 1919 - Ein Andenken Gustav Landauers
- 1920 - Brennende Erde (gedichten)
- 1921 - Judas (arbeidersdrama)
- 1925 - Revolution (strijd-, mars- en spotliederen)
- 1925 - Alarm (manifesten)
- 1926 - Gerechtigkeit für Max Hoelz!
- 1928 - Staatsräson, ein Denkmal für Sacco und Vanzetti (drama)
- 1929 - Räterepublik (roman)
- 1931 - Unpolitische Erinnerungen (autobiografie)
- 1932 - Die Befreiung der Gesellschaft vom Staat (manifest)
- 1949 - Namen und Menschen (Erinnerungen, uitgave 1949)
- 1975 - Bilder und Verse für Zenzl (uitgave 1975)